# Eduard Mirow
Eduard Mirow (* 3. März 1911 in Hankau, China; † 28. September 1999 in Kassel) war ein deutscher Diplomat. Er war 1937 bis 1938 für die Auslandsorganisation der NSDAP tätig und wurde ab 1957 für den Auswärtigen Dienst der Bundesrepublik Deutschland reaktiviert.

## Leben
Mirow studierte an der Georg-August-Universität und war dort Mitglied des Corps Brunsviga Göttingen, später studierte er noch in Tirol und wurde dort auch Mitglied des Corps Gothia Innsbruck. Mirows Sohn ist der SPD-Politiker Thomas Mirow (* 1953).
Zum 1. Juni 1931 trat er der NSDAP bei (Mitgliedsnummer 549.764). Mirow war zudem zunächst Mitglied der SA und später der SS, Bewerber seit 1944, später SS-Untersturmführer. Er war 1937 bis 1938 für die Auslandsorganisation der NSDAP im persönlichen Referat des Gauleiters Ernst Wilhelm Bohle verantwortlich. Von August 1940 bis September 1944 in der Wehrmacht, erhielt er das EK erster und zweiter Klasse sowie das Infanteriesturmabzeichen in Bronze und das Verwundetenabzeichen in Silber.
Mirow trat beruflich im Mai 1938 in den Auswärtigen Dienst des Deutschen Reiches ein und war Diplomat in Jerusalem und ab 1944 in Zürich. Nach dem Zweiten Weltkrieg meldete er sich Ende 1949 zur Wiederverwendung, wurde aber erst 1957 für den Auswärtigen Dienst der Bundesrepublik reaktiviert. Zwischenzeitlich war er persönlicher Referent des Ministers Bundesministerium für Angelegenheiten des Marshallplanes bzw. deutscher Vertreter der  Organisation für europäische wirtschaftliche Zusammenarbeit (OEEC) in Paris, der Vorläuferorganisation OECD. Als deutscher Diplomat war Mirow in Paris, Bagdad, Damaskus, Beirut und zuletzt von 1973 bis 1976 als Botschafter im Königreich Nepal stationiert.